# Monorierdő
Monorierdő là một thị trấn thuộc hạt Pest, Hungary. Thị trấn này có diện tích 13,55 km², dân số năm 2010 là 3556 người, mật độ 262 người/km².